# Lorraine Crapp
Lorraine Joyce Crapp (Sydney, Austràlia 1938) és una nedadora australiana, ja retirada, guanyadora de quatre medalles olímpiques i especialista en crol.

## Biografia
Va néixer l'1 d'octubre de 1938 a la ciutat de Sydney, capital de l'estat de Nova Gal·les del Sud.

## Carrera esportiva
Va participar, als 18 anys, en els Jocs Olímpics d'Estiu de 1956 realitzats a Melbourne (Austràlia), on va aconseguir guanyar la medalla d'or en la prova dels 400 metres lliures, establint un nou rècord olímpic amb un temps de 4:54.6 minuts, i en la prova dels relleus 4x100 metres lliures, estalint un nou rècord del món amb un temps de 4:17.1 minuts. Així mateix en aquests mateixos Jocs guanyà la medalla de plata en la prova dels 100 metres lliures, just per darrere de la seva compatriota Dawn Fraser.
En els Jocs Olímpics d'Estiu de 1960 realitzats a Roma (Itàlia) únicament participà en la prova dels relleus 4x100 metres, on aconseguí guanyar la medalla de plata.
Al llarg de la seva carrera guanyà cinc medalles en els Jocs de l'Imperi Britànic i de la Comunitat, tres d'elles d'or.